# Deuxième Bureau (film)
Pour les articles homonymes, voir Deuxième Bureau.
Pour plus de détails, voir Fiche technique et Distribution.
Deuxième bureau est un film d'espionnage français réalisé par Pierre Billon et sorti en 1935.

## Synopsis
Un espion français s'empare des plans d'un nouveau moteur d'avion allemand. Une espionne allemande est chargée de le séduire et de le supprimer, mais ils finissent par tomber amoureux l'un de l'autre.

## Fiche technique
- Titre anglais : Second Bureau
- Réalisation : Pierre Billon
- Scénario : Bernard Zimmer d'après un roman de Charles Robert-Dumas
- Photographie : Georges Asselin
- Musique : Jean Lenoir
- Montage : Marguerite Beaugé
- Pays de production :  France
- Format :  Noir et blanc - 1,37:1 - 35 mm - son mono
- Genre : Espionnage
- Durée : 110 minutes
- Date de sortie : 
  - France : 20 septembre 1935

## Distribution
- Jean Murat: Capitaine Benoit
- Véra Korène : L'Espionne Erna Flieder
- Janine Crispin : Dorothee
- Jean-Max : Comte Brusilot
- Pierre Alcover  : Weygelmann
- Pierre Magnier : Colonel Guerraud
- Georges Prieur : Général Von Raugwitz
- Geno Ferny : L'Aubergiste
- Pierre Larquey  : Adjudant Colleret
- Jean Galland : Lieutenant Van Strammer
- André Moreau : Nageberger
- Henry Bonvallet : Schaffingen